# Northwest Africa 2737
NWA 2737, météorite Diderot
Northwest Africa 2737 (abrégé en NWA 2737) est une météorite de 611 g découverte en 2000 dans l'Ouest du Sahara et rapportée du Maroc par les chasseurs de météorites Bruno Fectay et Carine Bidaut (qui lui ont donné le nom provisoire de météorite Diderot), et reconnue comme d'origine martienne.
Elle fait partie du sous-groupe des chassignites, et c'est d'ailleurs la seconde chassignite connue, 190 ans après la météorite de Chassigny (tombée en France en 1815).